# Беш-Текне (котловина)

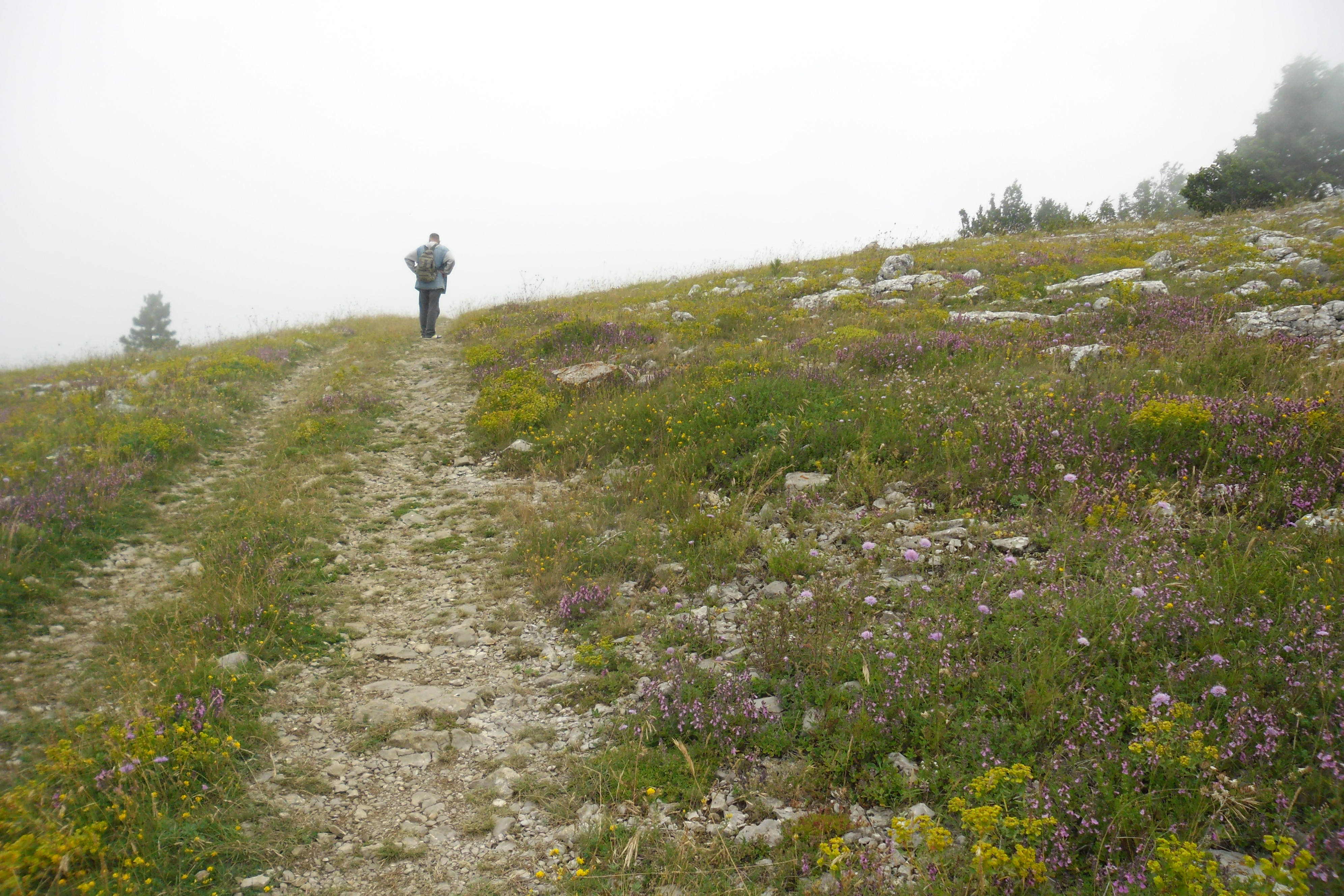
Ай-Петринська яйла. Район урочища Беш-Текне.

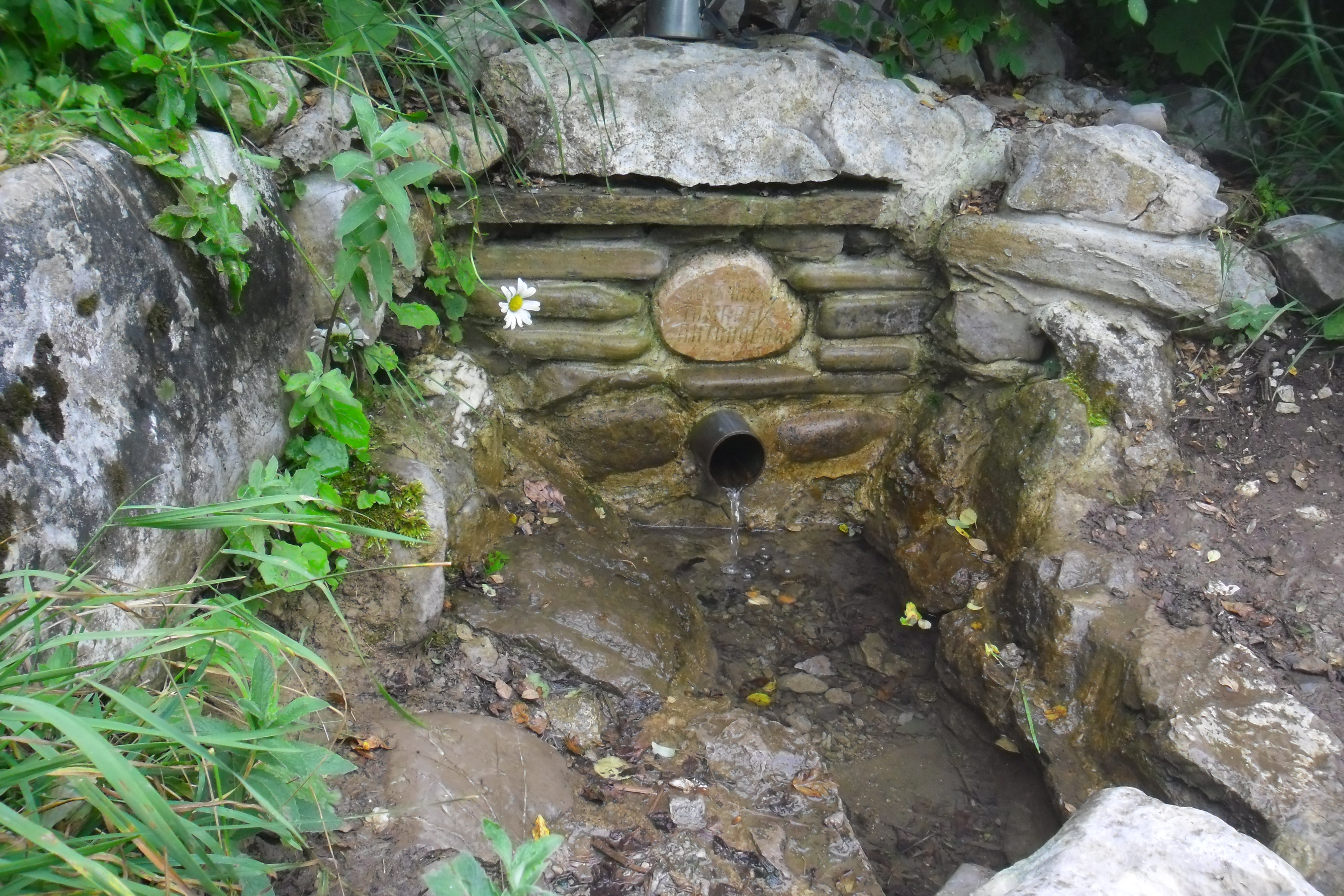
Джерело Беш-Текне.

Джерело Беш-Текне.

Бєш-Текнє́ (крим. Beş Tekne; від beş — «п'ять», tekne — «корито для водопою») — котловина (урочище) з двома ставками, розташування — Ай-Петринська яйла, Крим. Улоговина оточена гостроверхими ребристими скелями, рідколісся.
Котловина локалізована в напрямку на північний захід від г. Ат-Баш, біля стежки Ескі-Богаз .
Урочище простягнулося з південного заходу на північний схід на більш ніж 700 метрів і є місцем, де з'єднуються багато доріг і стежки, що проходять по Ай-Петринському плато. З Сімеїза сюди веде стара Єврейська дорога, з Карадазького лісу — відрізок стародавнього римського шляху, а з боку моря — два гірських перевали: Ат-Баш-Богаз і Ескі-Богаз.
З усіх боків урочище оточене ребристими гостроверхими скелями, а з боку моря обмежено довгою гірською грядою, при цьому від Південного берега його відокремлює всього 8 км дороги.
У кам'яну добу в улоговині розташовувалася одна з найбільших стоянок древніх людей. На глинистих схилах урочища археологи виявили численні осколки знарядь праці і посуду мадленської епохи. А поруч з Ат-Башем тисячі років тому знаходилася стоянка первісних людей епохи неоліту.
Велика кількість води в урочищі пояснюється шаром глини на дні долини, що перешкоджає поглинанню води вапняковими породами. За ним знаходиться Центральне карстове плато, помережане сотнями воронок і карстових порожнин — справжня пустеля, позбавлена джерел води.
У більшості своїй Ай-Петринський масив складений середньоюрськими відкладеннями і породами так званої таврійської серії, над якими розташовується півкілометровий шар вапняків. І тільки в районі Беш-текне частина флішевих осадових порід виштовхнута на висоту понад 1000 метрів над рівнем моря і виходить прямо на поверхню яйли. Цей факт, а також сильна обводненість району, робить це місце справді унікальним. Котловина Беш-текне являє інтерес для гідрогеологів.